# Daphne Guinness
Daphne Diana Joan Suzannah Guinness (Londra, 9 novembre 1967) è un'artista, giornalista e socialite britannica, discendente della famiglia Guinness. È stata nominata nella International Best Dressed List Hall of Fame nel 1994..

## Biografia
La Guinness è la figlia di Jonathan Guinness, III barone Moyne e della sua seconda moglie, Suzanne Lisney (morta nel 2005 di cancro al polmone). A metà del decennio del 1980, visse a New York City con sua sorella Catherine Guinness, una compagna di Andy Warhol. Sposò Spyros Niarchos, figlio dell'armatore miliardario greco, Stauros Niarchos, nel 1987 all'età di 19 anni, ma divorziò nel 1999 con un accordo riportato di circa £20 milioni. La Guinness vive a Londra e Manhattan, ed ha tre figli, dal suo matrimonio con Spyros Niarchos: Nicolas Stavros Niarchos (n. 1989), Alexis Spyros Niarchos (n. 1991) e Ines Niarchos (n. 1995).
Lo stretto rapporto tra la Guinness e l'intellettuale francese sposato Bernard-Henri Lévy è diventata una sorta di segreto aperto noto e riconosciuto dalla maggior parte dei giornalisti della società americana dal 2008. Il 13 luglio 2010, Daphne Guinness confermò l'intera storia alla stampa britannica. Sul numero di febbraio del 2011 di Harper's Bazaar, il suo amico, lo scrittore di moda Derek Blasberg, citò la descrizione che la Guinness aveva fatto di Lévy: "Lui è evidentemente l'amore della mia vita". L'8 dicembre 2009 è apparsa nel video musicale di Kid Cudi, Pursuit of Happiness.

### Moda
La Guinness ha progettato una gamma di capi di abbigliamento con Dover Street Market e commercializzato un profumo omonimo nel 2009 con Comme des Garçons. 
La Guinness colleziona moda, in particolare haute couture, e nel 2010 acquistò l'intero guardaroba della scomparsa amica Isabella Blow, per sua propria ammissione, per “prevenire che i suoi possedimenti diventino meri cimeli morbosi… per preservarli”.

## Discografia
- 2016 - Optimist in Black (Prodotto da Tony Visconti)
- 2018 - Daphne and the Golden Chord (Prodotto da Tony Visconti)
- 2020 - REVELATIONS (Prodotto da Tony Visconti)
- 2024 - Sleep

## Ascendenza
|                                     |                            |                                            | Genitori                                     |  |  | Nonni |  |  | Bisnonni                        |  |  | Trisnonni                          |  |
|                                     |                            |                                            |                                              |  |  |       |  |  | Walter Guinness, I barone Moyne |  |  | Edward Guinness, I conte di Iveagh |  |
|                                     |                            |                                            |                                              |  |  |       |  |  | Walter Guinness, I barone Moyne |  |  | Edward Guinness, I conte di Iveagh |  |
|                                     |                            | Adelaide Maria Guinness                    |                                              |  |  |       |  |  | Walter Guinness, I barone Moyne |  |  |                                    |  |
| Bryan Guinness, II barone Moyne     |                            |                                            |                                              |  |  |       |  |  | Walter Guinness, I barone Moyne |  |  |                                    |  |
|                                     |                            | Evelyn Erskine                             | Shipley Erskine, XIV conte di Buchan         |  |  |       |  |  |                                 |  |  |                                    |  |
|                                     |                            | Evelyn Erskine                             | Shipley Erskine, XIV conte di Buchan         |  |  |       |  |  |                                 |  |  |                                    |  |
|                                     |                            | Evelyn Erskine                             | Rosalie Sartoris                             |  |  |       |  |  |                                 |  |  |                                    |  |
| Jonathan Guinness, III barone Moyne |                            | Evelyn Erskine                             |                                              |  |  |       |  |  |                                 |  |  |                                    |  |
|                                     |                            | David Freeman-Mitford, II barone Redesdale | Algernon Freeman-Mitford, I barone Redesdale |  |  |       |  |  |                                 |  |  |                                    |  |
|                                     |                            | David Freeman-Mitford, II barone Redesdale | Algernon Freeman-Mitford, I barone Redesdale |  |  |       |  |  |                                 |  |  |                                    |  |
|                                     |                            | David Freeman-Mitford, II barone Redesdale | Clementina Ogilvy                            |  |  |       |  |  |                                 |  |  |                                    |  |
| Diana Freeman-Mitford               |                            | David Freeman-Mitford, II barone Redesdale |                                              |  |  |       |  |  |                                 |  |  |                                    |  |
|                                     |                            | Sydney Bowles                              | Thomas Gibson Bowles                         |  |  |       |  |  |                                 |  |  |                                    |  |
|                                     |                            | Sydney Bowles                              | Thomas Gibson Bowles                         |  |  |       |  |  |                                 |  |  |                                    |  |
|                                     |                            | Sydney Bowles                              | Jessica Evans-Gordon                         |  |  |       |  |  |                                 |  |  |                                    |  |
| Daphne Guinness                     |                            | Sydney Bowles                              |                                              |  |  |       |  |  |                                 |  |  |                                    |  |
|                                     | Walter Albert "Pon" Lisney | …                                          |                                              |  |  |       |  |  |                                 |  |  |                                    |  |
|                                     | Walter Albert "Pon" Lisney | …                                          |                                              |  |  |       |  |  |                                 |  |  |                                    |  |
|                                     | Walter Albert "Pon" Lisney | …                                          |                                              |  |  |       |  |  |                                 |  |  |                                    |  |
| Harold William "Denis" Lisney       | Walter Albert "Pon" Lisney |                                            |                                              |  |  |       |  |  |                                 |  |  |                                    |  |
|                                     |                            | Dorothy "Dolly" Wield                      | Charles Wield                                |  |  |       |  |  |                                 |  |  |                                    |  |
|                                     |                            | Dorothy "Dolly" Wield                      | Charles Wield                                |  |  |       |  |  |                                 |  |  |                                    |  |
|                                     |                            | Dorothy "Dolly" Wield                      | Emily Clara Sutton                           |  |  |       |  |  |                                 |  |  |                                    |  |
| Suzanne Lisney                      |                            | Dorothy "Dolly" Wield                      |                                              |  |  |       |  |  |                                 |  |  |                                    |  |
|                                     |                            | …                                          | …                                            |  |  |       |  |  |                                 |  |  |                                    |  |
|                                     |                            | …                                          | …                                            |  |  |       |  |  |                                 |  |  |                                    |  |
|                                     |                            | …                                          | …                                            |  |  |       |  |  |                                 |  |  |                                    |  |
| Joan Gilian Tucker                  |                            | …                                          |                                              |  |  |       |  |  |                                 |  |  |                                    |  |
|                                     |                            | …                                          | …                                            |  |  |       |  |  |                                 |  |  |                                    |  |
|                                     |                            | …                                          | …                                            |  |  |       |  |  |                                 |  |  |                                    |  |
|                                     |                            | …                                          | …                                            |  |  |       |  |  |                                 |  |  |                                    |  |
|                                     |                            | …                                          |                                              |  |  |       |  |  |                                 |  |  |                                    |  |